# Jislávichi
Jislávichi (ruso: Хисла́вичи; yidis: כאָסלאָװיץ Khoslovitz) es un asentamiento de tipo urbano de Rusia, capital del raión homónimo en la óblast de Smolensk.
En 2021, el territorio del asentamiento tenía una población de 4211 habitantes, de los cuales 3755 vivían en la propia localidad y el resto en dos pedanías: Kirpichni Zavod y Frolovo.
Se conoce la existencia del pueblo desde 1526. Pertenecía al voivodato de Mścisław de la República de las Dos Naciones, hasta que en la partición de 1772 pasó a formar parte del Imperio ruso, que lo integró en la gobernación de Maguilov. Se desarrolló como un shtetl de la Zona de Asentamiento, hasta el punto de que a finales del siglo XIX los judíos formaban cuatro quintas partes de su población. En 1935, la Unión Soviética le dio el estatus de asentamiento de tipo urbano, pero quedó medio despoblado en 1941-1942, cuando los invasores alemanes asesinaron a casi todos los judíos del asentamiento. Tras recuperar los soviéticos el control de la zona, se repobló como una localidad habitada casi exclusivamente por rusos.
Se ubica sobre la carretera R73, a medio camino entre Pochínok y la ciudad fronteriza bielorrusa de Mstsislau, a orillas del río Sozh.

## Clima
| Parámetros climáticos promedio de Jislávichi | Parámetros climáticos promedio de Jislávichi | Parámetros climáticos promedio de Jislávichi | Parámetros climáticos promedio de Jislávichi | Parámetros climáticos promedio de Jislávichi | Parámetros climáticos promedio de Jislávichi | Parámetros climáticos promedio de Jislávichi | Parámetros climáticos promedio de Jislávichi | Parámetros climáticos promedio de Jislávichi | Parámetros climáticos promedio de Jislávichi | Parámetros climáticos promedio de Jislávichi | Parámetros climáticos promedio de Jislávichi | Parámetros climáticos promedio de Jislávichi | Parámetros climáticos promedio de Jislávichi |
| Mes                                          | Ene.                                         | Feb.                                         | Mar.                                         | Abr.                                         | May.                                         | Jun.                                         | Jul.                                         | Ago.                                         | Sep.                                         | Oct.                                         | Nov.                                         | Dic.                                         | Anual                                        |
| -------------------------------------------- | -------------------------------------------- | -------------------------------------------- | -------------------------------------------- | -------------------------------------------- | -------------------------------------------- | -------------------------------------------- | -------------------------------------------- | -------------------------------------------- | -------------------------------------------- | -------------------------------------------- | -------------------------------------------- | -------------------------------------------- | -------------------------------------------- |
| Temp. máx. media (°C)                        | -4.3                                         | -3.5                                         | 2.1                                          | 11.5                                         | 17.8                                         | 20.9                                         | 23.4                                         | 22.1                                         | 16.4                                         | 9.1                                          | 2.7                                          | -1.4                                         | 9.7                                          |
| Temp. media (°C)                             | -6.3                                         | -5.9                                         | -1.3                                         | 6.9                                          | 13.4                                         | 16.9                                         | 19.4                                         | 18.1                                         | 12.6                                         | 6.3                                          | 0.9                                          | -3.2                                         | 6.5                                          |
| Temp. mín. media (°C)                        | -8.8                                         | -8.9                                         | -5.2                                         | 1.6                                          | 8.1                                          | 11.9                                         | 14.7                                         | 13.6                                         | 8.7                                          | 3.4                                          | -1                                           | -5.2                                         | 2.7                                          |
| Precipitación total (mm)                     | 52                                           | 45                                           | 45                                           | 47                                           | 71                                           | 84                                           | 95                                           | 75                                           | 63                                           | 68                                           | 55                                           | 49                                           | 749                                          |
| Fuente:                                      |                                              |                                              |                                              |                                              |                                              |                                              |                                              |                                              |                                              |                                              |                                              |                                              |                                              |